# 鉄の旋律
『鉄の旋律』（てつのせんりつ）は、1974年6月から1975年2月に「増刊ヤングコミック」（少年画報社）において連載された手塚治虫の漫画作品。

## 概要
マフィアによって両腕を奪われた男が、鋼鉄の義手を手に入れ復讐を果たそうとする、サイコサスペンス作品。当時のユリ・ゲラーブーム（作中でも名指しで超能力者の例に上げられ登場人物から「あんなのはただの手品だ」と否定されている）の影響を強く受けた作品である。
2006年から2008年にかけて週刊少年チャンピオン誌上で、『Dämons（ダイモンズ）』（作：米原秀幸）のタイトルでリメイクされたが、「両腕を奪われ、復讐を誓う主人公」「鉄の義手」「義手の動力が精神力（念力）であること」以外の共通点はなく、ほぼオリジナル作品となっている。

## あらすじ
ダン・タクヤは、親友のイタリア系アメリカ人であるエディから、自分の妹である亜里沙と結婚したいと告白され、当人同士が好きならと二人の結婚を認める。だが、それが自分に降りかかる不幸の始まりであった。
実はエディはマフィアの一員であり、そのため、はからずもマフィアのファミリーとなってしまったダンは、とある事件が原因で、マフィアの掟を破ったとみなされリンチの末、両腕を失ってしまう。そのことで失望し、自分を助けようともせず、冷たく見放したエディに対する怒りを抱いたまま、とあるきっかけで自身の念動力で動く鋼鉄の義手を手に入れる。
鋼鉄の義手を手に入れたことにより、エディに対する復讐を誓うダンであったが、鋼鉄の腕は自分の思いもよらない行動を起こしていく。

## 登場人物
ダン・タクヤ
この物語の主人公で日本人。自分の妹が、マフィアのボスの息子である、親友のエディと結婚することになり、はからずもマフィアのファミリーの一員となってしまう。偶然目撃した殺人事件が、ファミリーの仕業と知らず、警察に証言したために、組織の掟を破ったとみなされ、リンチの末両腕を失う。その後、マッキントッシュから念動力の訓練を受けたダンは、鋼鉄の義手を自在に動かせるようになり、自分を見殺しにしたエディに復讐しようとする。だが、鋼鉄の義手は彼の潜在意識により、睡眠時や失神時に勝手に動き出し、彼自身の知らないところで事件を引き起こしていく。
マッキントッシュ
ダンに念動力と鋼鉄の義手を与えた人物。ユダヤ人として戦争中、ナチス・ドイツの強制収容所に送られ、死にそうになるほどの拷問や飢餓に襲われ、収容所長や将校を呪い殺そうと毎日念じ続けた結果、念動力をマスターする。人間は極限まで追い込まれると、とてつもない力を出せることを知り、戦後は大学の研究室で超能力の研究を行っている。ダンの義手が自分の意思とは別にさまざまな事件を引き起こしたことについて、復讐を止めて敵を赦す心を持つよう助言する。
バーディ
マッキントッシュの助手。ダンをマッキントッシュに紹介する。ベトナム戦争で両足を失っており、念動力で松葉杖を動かしている。復讐を図るダンに対して、自らの過去を話し、復讐をやめさせようとした。
エディ
ダンの親友であった男。父親はマフィアのボスで本人もマフィアのファミリーの一員。ダンの妹である亜里沙と結婚し、ダンとは義弟の関係となる。ダンが組織の掟を破ったとみなされリンチを受け、助けを求めた時、唾を吐き冷たく突き放したため、ダンから恨まれ、命を狙われる。日本の企業の社長をしているが、妻にはダンのことを秘密にし、監禁している。
最後は妻とダンの命を救うため、ファミリーを裏切る。これでダンがエディを許せていれば、まだしも救われる可能性が有ったのだが……。
亜里沙
ダンの妹。エディと恋仲になり結婚するが、そのことで大きな悲劇を引き起こすことになる。
井潟
警視庁特捜課の刑事。ダンが起こした事件を調べている。スター・システムのキャラクター、丸首ブーンが演じている。

## 単行本
- 手塚治虫漫画全集『鉄の旋律』全1巻（講談社）

　　（併録作品；「白い幻影」「レボリューション」）
- 秋田漫画文庫『鉄の旋律』全1巻（秋田書店）
- 秋田文庫『鉄の旋律』全1巻（秋田書店）